# Chirocephalus horribilis
Chirocephalus horribilis är en kräftdjursart som beskrevs av Smirnov 1948. Chirocephalus horribilis ingår i släktet Chirocephalus och familjen Chirocephalidae. Inga underarter finns listade i Catalogue of Life.